# Мы, наши любимцы и война
«Мы, наши любимцы и война» (укр. Ми, наші улюбленці та війна) — украинский документальный фильм 2024 года режиссёра Антона Птушкина совместного производства украинской компании «Все Сам» и канадской компании Yap Films. Документальный фильм рассказывает об отношениях людей и их животных на фоне вторжения России на Украину. Фильм является режиссёрским дебютом блогера Антона Птушкина, работа над которым продолжалась 1,5 года.
Премьера на Украине состоялась 4 апреля 2024 года. Дистрибьюцией занимается кинокомпания Green Light Films.

## Сюжет
Фильм освещает истории людей и их домашних питомцев на фоне вторжения России на Украину 2022 года. Вооружённая агрессия России привела к тому, что многим людям пришлось уезжать из своих домов в города, на территории которых не ведутся боевые действия. Спасаясь от войны, люди также спасали жизнь животных, среди которых представлены кошки, собаки, медведи, львы, хамелеоны, лемуры, а также известные животные, такие как пёс Патрон и кот Шкаф. Кроме украинцев в фильме присутствуют граждане других стран, участвовавшие в показанных историях.

## Релиз
Документальный фильм «Мы, наши любимцы и война» открыл 12-й кинофестиваль Doc Kyiv Fest, который проходил в Киеве с 28 по 30 марта 2024.
Распространением фильма на Украине занимается компания Green Light Films. В широкий прокат фильм вышел 4 апреля 2024 года.